# 歳入庁構想
本項では、日本において2000年代より構想されている歳入庁（さいにゅうちょう）について述べる。
2000年代初頭に発覚した年金未納問題を受け、民主党（政権獲得前から政権担当中・下野後を通じて）・その系譜を汲む政党（民進党→国民民主党や立憲民主党）を中心に、民主党、日本維新の会（2012～2014年→維新の党→2016年～）、みんなの党、生活の党（その後の自由党）などが国会に設置法案を共同で提出し、民主党、自民党、公明党の3党による「三党合意」に基づいて成立した社会保障の安定財源の確保等を図る税制の抜本的な改革を行うための消費税法の一部を改正する等の法律にも「歳入庁その他の方策の有効性、課題などを幅広い観点から検討し、実施」（第8条八）と明記されている。
一方、自民党、公明党、そして財務省などが反対している。

## 経緯
2000年代の初めに発覚した年金未納問題などへの抜本的な解決策として、2004年のマニフェストで初めて「歳入庁」の創設を明記し、政権交代を実現した2009年の第45回衆議院議員総選挙に際してのマニフェストでも「歳入庁」の創設を明記した民主党は、政権担当中の2012年4月13日、民主党作業チームの中間とりまとめ案にて、社会保障と税の個人情報を集約する共通番号（後の「マイナンバー」）制度が開始されるタイミングに合わせ、2015年1月に「歳入庁」を発足させるとし、2012年内に関連法案を国会に提出するとした。
民主党・国民新党の連立政権（野田内閣）は、2012年の第180回国会に提出した消費増税を含む社会保障・税一体改革関連法案の中に「歳入庁の創設による税と社会保険料を徴収する体制の構築について本格的な作業を進める」と明記したのみならず、6月12日の「社会保障・税一体改革関係5大臣会合」で策定した「歳入庁の創設について～中間報告後の検討を踏まえた整理～」と題する文書にて、「歳入庁」創設に向けた「工程表」を公表し、「2018年以降速やかに徴収業務を統合する歳入庁を創設することを目指す。」とした。
時を同じくして2012年6月、民主党、自民党、公明党の3党による「三党合意」にて、この消費増税を含む社会保障・税一体改革関連法案が修正され、消費税率を2014年4月に8%、2015年10月に10%に引き上げることで合意した際、自民党は、「歳入庁」創設を法案から削除するように要求し、結局、この三党合意で「歳入庁その他の方策の有効性、課題などを幅広い観点から検討し、実施」と曖昧な表現へ修正されたが、東京大学名誉教授で政治学者の大森彌は、この「歳入庁その他の方策」との表現への修正が「官庁用語の典型例」であり、この表現への修正によって「歳入庁は例示の一つになり、検討しなければならないわけではなくなる。自民党の政権復帰で歳入庁設置の可能性は遠のいた」と解説している。
2024年5月、日本維新の会は第213回国会に「デジタル歳入給付庁の設置による内国税・保険料等の徴収等に関する業務及び公的給付の支給等に関する業務の効率化等の推進に関する法律案」を提出し、「2025年度中に内閣府の外局として徴収と社会保障給付に関する業務を統合するデジタル歳入給付庁を創設することを目指す。」とした。

## 内容
概ね既存の国税庁に日本年金機構（旧・社会保険庁）や厚生労働省の健康保険（医療保険）、年金保険・介護保険、労働保険（労働者災害補償保険・雇用保険）など、社会保険の徴収部門を統合し、国の歳入機関を一本化した上で、財務省や厚生労働省から切り離し、内閣府の外局に移して設置するという内容で一致・一貫している。

## 諸外国の例
各国の制度の違いにより、日本でいう税関・関税局に該当する関税の収集を担当する機能も統合されている国と、そうでない国とがある。
立憲民主党元代表代行の江田憲司は、財務省は「予算編成権」「税制の企画立案」「国税の徴税・査察権」、そして実質的に金融行政まで握っている。こんな強大な権限を持つ官庁は世界のどこにもないと述べている。

### G7
アメリカ合衆国
内国歳入庁と別に、関税を担当する税関・国境警備局や移民・関税執行局が設置されている。
 カナダ
それまで別個だった歳入庁と税関とが1999年に統合されて設置されたカナダ税関・歳入庁が2003年まで税関・関税も一括して担当していたが、（アメリカ合衆国で2001年の同時多発テロを受けて2002年に国土安全保障省が設置されたのに対応して）2003年から（国境警備や出入国管理と共に）税関・関税も担当するカナダ国境サービス庁と再分離され、カナダ歳入庁が設置されている。
 イギリス
2005年に統合・設置された国王陛下の歳入・関税庁が税関・関税も一括して担当している。
 フランス
2008年に統合・設置された公共財政総局が（国有財産の管理などと共に）間接税を除く国内の歳入を担当する一方、（フランス革命期の1791年から名称・管轄などを改定しながら継続している）関税・間接税総局が（国境警備・出入国管理や沿岸警備・海難救助などと共に）税関・関税および間接税を担当している。
 ドイツ
2006年に設置された連邦中央税務庁が（2007年に開始した国民識別番号の発行などと共に）国内の歳入を担当し、連邦税関が税関・関税を担当している。

### G4
ブラジル
1968年から設置されているブラジル連邦歳入庁が税関・関税も一括して担当している。
 インド
インド歳入庁が、直接税中央委員会による規制・監督を受けるインド歳入庁 (所得税)と、間接税・関税中央委員会による規制・監督を受けるインド歳入庁 (関税・間接税)と、2部門に分かれている。

### アジア
韓国
国税庁と別に、関税庁が設置されている。
 中国
国家税務総局と別に、海関総署が設置されている。
 香港
税務局と別に、（警察・出入国管理や消防・捜索救難、沿岸警備・海難救助など広く治安を担当する）保安局の中に税関・関税を担当する香港海関が設置されている。
 台湾・中華民国
賦税署と別に、税関・関税を担当する関務署が設置されている。